# Vienne-en-Bessin
 Vienne-en-Bessin  es una población y comuna francesa, situada en la región de Baja Normandía, departamento de Calvados, en el distrito de Bayeux y cantón de Ryes.

## Demografía
| 239 | 298 | 328 | 300 | 280 | 312 | 293 | 276 | 263 | 264 | 244 | 244 | 214 | 219 | 253 | 214 | 210 | 194 | 200 | 166 | 157 | 151 | 174 | 140 | 167 | 174 | 161 | 137 | 122 | 152 | 198 | 200 |
| Para los censos de 1962 a 1999 la población legal corresponde a la población sin duplicidades (Fuente: INSEE [Consultar]) |     |     |     |     |     |     |     |     |     |     |     |     |     |     |     |     |     |     |     |     |     |     |     |     |     |     |     |     |     |     |     |